# HD 75387
HD 75387，又名CD-41 4516，SAO 220495、HR 3501，是一颗恒星，视星等为6.43，位于銀經262.83，銀緯0.7，其B1900.0坐标为赤經8h 44m 32.4s，赤緯-42° 0.7′ 38″。